# Krit Phavaputanon
Krit Phavaputanon (thailändisch กฤต ภูวตานนท์; * 2. März 1992) ist ein thailändischer Fußballspieler.

## Karriere
Krit Phavaputanon stand von 2016 bis 2019 beim Chonburi FC unter Vertrag. Wo er vorher gespielt hat, ist unbekannt. Der Verein aus Chonburi spielte in der höchsten thailändischen Liga, der Thai Premier League. Sein Profidebüt gab er am 28. Mai 2016 im Heimspiel gegen Bangkok United. Hier wurde er in der 79. Minute für Phanuphong Phonsa eingewechselt. Die Rückrunde 2016 wurde er an den Sisaket United FC ausgeliehen. Der Verein aus Sisaket spielte in der dritten Liga, der damaligen Regional League Division 2. Hier trat Sisaket in der North/Eastern Region an. Die Rückrunde 2017 erfolgte eine Ausleihe zum Zweitligisten Nongbua Pitchaya FC nach Nong Bua Lamphu. Die komplette Saison 2018 spielte er auf Leihbasis beim Uttaradit FC. Mit dem Verein aus Uttaradit spielte er in der vierten Liga, der Thai League 4. Uttaradit trat in der Northern Region an. Am Ende der Saison feierte er mit Uttaradit die Meisterschaft der Region. In den Aufstiegsspielen konnte man sich nicht durchsetzen und Uttaradit verblieb in der vierten Liga. Ayutthaya FC, ein Drittligist aus Ayutthaya, lieh ihn die Saison 2019 aus. Der Verein spielte in der dritten Liga, der Thai League 3. Hier trat Ayutthaya in der Upper Region an. Ende 2019 wurde sein Vertrag in Chonburi nicht verlängert.
Seit dem 1. Januar 2020 ist Krit Phavaputanon vertrags- und vereinslos.

## Erfolge
Uttaradit FC
- Thai League 4 – North: 2018